# Kamienica Szroterowska w Krakowie
Kamienica Szroterowska – zabytkowa kamienica znajdująca się w Krakowie, w dzielnicy I Stare Miasto przy ulicy Grodzkiej 36, na Starym Mieście.

## Historia kamienicy
Kamienica została wybudowana w XIV wieku. W 1412 jej właścicielem był aptekarz Georg. W 1642 po raz pierwszy pojawia się w źródłach nazwa Kamienica Szroterowska. W latach 1665–1685 część budynku zajmowały siostry duchaczki. Kamienica spłonęła podczas wielkiego pożaru Krakowa w 1850, jednak wkrótce została odbudowana według projektu Stanisława Gołębiowskiego. W latach 30. XX wieku mieściła się w niej firma „Mondare i Enrlich”. Od 1945 budynek jest własnością państwową.
28 kwietnia 1967 kamienica została wpisana do rejestru zabytków. Znajduje się także w gminnej ewidencji zabytków.